# Olivetti Lexikon 80
La Lexikon 80 è una celebre macchina per scrivere meccanica standard manuale realizzata dalla Olivetti. 
Fu progettata nel 1949 dall'architetto e designer Marcello Nizzoli, collaboratore dell'azienda di Ivrea dal 1938, assieme all'ingegner Giuseppe Beccio.
La primissima versione, uscita nel 1948, era marchiata semplicemente come M80.
La Lexikon (assieme alla gemella M80) costituì l'erede del modello Olivetti M40, uscito nel 1930 e progettato da Camillo Olivetti e Gino Levi Martinoli.
Fu prodotta in circa 780 000 esemplari fino al 1959, quando venne sostituita dalla Diaspron 82.
È esposta nella collezione permanente di design al Museum of Modern Art di New York.

## Caratteristiche
- Macchina per scrivere standard manuale
- Tastiera: 45 tasti, corrispondenti a 90 segni.
- Interlinee: quattro posizioni più lo zero, tasto frizione rullo posto sulla manopola sinistra.
- Tabulatore: decimale con otto tasti (nella versione con tabulatore); barra singola nelle versioni con incolonnatore
- Nastro: in tessuto altezza 13 mm; cambio colore nastro con levetta posta in alto a sinistra sopra la tastiera.
- Carrelli: sette carrelli disponibili con 90, 105,125, 150, 180, 220 e 260 spazi.
- Matricola: lato destro vicino alla bobina del nastro.
- Carrozzeria: metallica con coperchio amovibile.
- Colori: vari, ma generalmente beige od azzurro a seconda delle versioni.

Nel modello per il mercato italiano, possiede una tastiera tipo QZERTY, come è solito delle macchine italiane (a parte le moderne tastiere per computer). Oltre ai tasti di scrittura, nella versione base essa includeva una barra spaziatrice, una barra di comando dell'incolonnatore, due tasti delle maiuscole, un tasto fissa-maiuscole, quello di ritorno e quello per la tabulazione. La versione con tabulatore decimale, invece, al posto della barra dell'incolonnatore, prevedeva 8 tasti per il tabulatore decimale. Vi è poi una leva sopra ai tasti di scrittura sulla sinistra, la quale seziona il colore del nastro: con la leva posizionata in alto di fronte al punto blu, la digitazione avviene sulla metà superiore del nastro: quando è posizionata in basso di fronte al punto rosso, la digitazione avviene sulla metà inferiore. Per la preparazione di matrici, il nastro viene messo fuori uso posizionando la leva al centro di fronte al punto bianco.  
L'insieme dei tasti di scrittura ha, oggi, un'evidente mancanza: non è, infatti, presente il tasto col numero zero, che, quindi, si ottiene digitando la O (o) maiuscola. Tale caratteristica era piuttosto comune in tutte le macchine per scrivere meccaniche. Mancano anche i tasti per le vocali accentate maiuscole usate nella scrittura della lingua italiana, per battere una lettera maiuscola accentata bisognava battere tale lettera seguita da un apostrofo. Su richiesta, potevano comunque essere ordinate caratteri speciali così come potevano essere ordinate con tastiere per scrivere in altre lingue.

### Le tre versioni

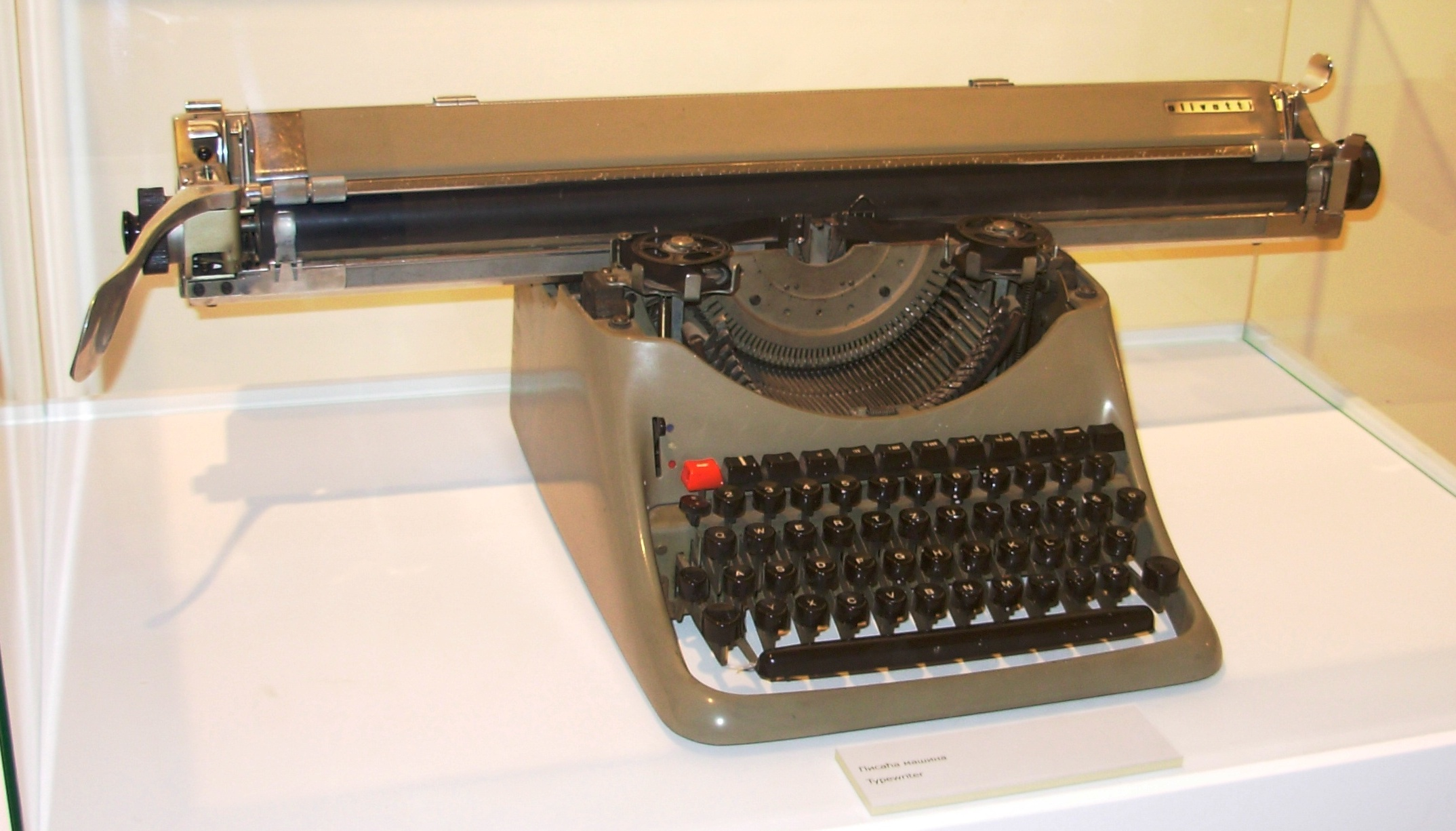
Lexikon 80 carrello lungo

La Lexikon 80 venne prodotta in tre versioni differenti, le cui principali differenze sono:
- I serie: dal 1948 al 1951. Carrozzeria di colore beige; tasti con cerchietti metallici e vetrini (matricole da 2004321 a 2176099), i primissimi esemplari di questa serie erano chiamati M80 e non Lexikon 80 ed avevano inoltre la scritta "Olivetti" nel carrello in lettere in rilievo, al posto della solita targhetta.
- II serie: dal 1951 al 1955. Carrozzeria di colore beige; tasti piccoli in resina nera (matricole da 2176100 a 2471369);
- III serie: dal 1956 al 1959. Carrozzeria di colore beige o azzurro; tasti fisiologici neri o grigi o colorati (matricole da 2471370 a 2785000).